# Amietophrynus reesi
Amietophrynus reesi е вид земноводно от семейство Крастави жаби (Bufonidae).

## Разпространение
Видът е разпространен в Танзания.